# Bitwa nad Wartą
Bitwa nad Wartą (też: Bój o rzekę Wartę lub Bitwa na linii rzeki Warty) – bitwa stoczona w czasie inwazji Niemiec na Polskę w dniach od 4 do 5 września 1939 roku.
W walka starły się jednostki polskich żołnierzy z 10 Dywizji Piechoty pod dowództwem gen.  Franciszka Dindorfa-Ankowicza i nowo przybyłej Kresowej Brygady Kawalerii pod dowództwem płk. Stefana Hanki-Kuleszy Armii „Łódź” z oddziałami niemieckiego wojska 8 Armii w wzdłuż górnej Warty, w rejonie miast Sieradz i Warta.
Bitwa zakończyła się załamaniem obrony na rzece i wycofaniem sił polskich na wschód w kierunku Warszawy.

## Przed bitwą
Pod koniec sierpnia główne siły Armii „Łódź” wysunięte zostały nad samą granicę polsko-niemiecką. Zasadnicza rubież obrony pozostała kilkadziesiąt kilometrów za nimi, na linii Warty i Widawki.
Około 4.00 1 września na Armię „Łódź” uderzyły główne siły niemieckiej 8 Armii i część sił 10 Armii. Do godzin popołudniowych 10 Dywizja Piechoty (bez OW nr 1 i 2) ześrodkowała się w rejonie Sieradza.
Na czas walk na rubieży górnej Warty utworzona została grupa operacyjna gen. Franciszka Dindorfa-Ankowicza w składzie 10 Dywizji Piechoty i Kresowa Brygada Kawalerii. Ta ostatnia dotarła nad Wartę dopiero wieczorem 3 września, zajmując pozycje na prawym skrzydle 10 DP.

## Bitwa
Rano 4 września 10 DP skończyła zajmowanie stanowisk obronnych nad Wartą, w tym czasie Kresowa BK wysunęła swoje pododdziały na zachód od m. Warta i nawiązała styczność z czołowymi oddziałami niemieckiej 24 DP gen. por. Friedricha Olbrichta. Z niewyjaśnionych dotąd przyczyn brygada nie nawiązała jednak walki z Niemcami i wycofała się za Wartę – tym samym odsłaniając prawe skrzydło 10 DP, nie niszcząc przy tym mostów. W południe wysadzono mosty pod Sieradzem i Chojnem. Nie zostały jednak one całkowicie zniszczone, szczególnie kolejowy pod Sieradzem. Około godz. 14 niemiecka artyleria rozpoczęła bardzo silny ostrzał polskich stanowisk, wszczynając bój o rzekę. Po ostrzale około godz. 16 Niemcy podjęli próbę forsowania rzeki pod wsią Chojne. Próba została udaremniona.
Silny ogień artylerii niemieckiej wzmógł się o godz. 24, lecz Polacy trwali na stanowiskach. Rwała się łączność i rosły straty w ludziach, a po północy przeciwnik przedostał się na prawy brzeg rzeki i opanował wieś Beleń. Na zachód od m. Warta oddziały Kresowej Brygady stoczyły walkę z niemiecką 24 DP. Dnia 5 września o świcie natarcie niemieckie pod Beleniem zostało zatrzymane nowym uderzeniem uporządkowanych kompanii: 7 i 8. 3 batalion poniósł duże straty w ludziach (około 50%). Niemcy ponownie uderzyli na słabo broniony Beleń i zdobyli go. Przez prawie cały dzień na całym odcinku obrony trwały polskie kontrataki, których zadaniem było wyparcie Niemców za rzekę. Niestety wszystkie te akcje zakończyły się niepowodzeniem. Po południu większość oddziałów 10 DP cofała się. Wieczorem oba skrzydła Armii „Łódź” były rozbite. Ok. godz. 23 dowódca Armii gen. Rómmel zarządził odwrót. 
Straty polskie w bitwie wyniosły ok. 260 poległych, sama 10 DP utraciła ok. 40 % swego stanu osobowego. Straty wśród kadry oficerskiej i podoficerskiej sięgały 70 %.

## Po bitwie
Przełamanie przez dywizje niemieckiej 8 Armii obrony polskiej nad Wartą oraz Widawką, a następnie rozwinięcie natarcia w kierunku wschodnim, doprowadziło do przerwania bezpośredniej styczności między Armiami „Poznań” i „Łódź”.

## Przyczyny porażki
We wrześniu 1939 r. stan wody Warty był wyjątkowo niski z powodu suszy. 10 Dywizji powierzono obronę zbyt szerokiego odcinka, zadanie przekraczało jej możliwości obronne w obliczu przeważających sił wroga, szczególnie w zakresie użycia odwodów, które były słabe i mało ruchliwe. Niemcy w okresie walk na każdy pułk polski rzucili jedną dywizję piechoty. Zła łączność i znaczne odległości były główną przyczyną braku koordynacji polskich kontrataków.

## Upamiętnienie

### Obchody upamiętniające wydarzenie
W latach 2022 i 2023 pod miejscowościami Beleń oraz Strońsko niedaleko Zduńskiej Woli miały miejsce obchody upamiętniające wydarzenia tamtych dni, oraz inscenizacje bitwy, organizowane przez województwo łódzkie. Widowiska przyciągnęły wiele tysięcy widzów.